# Ronald Kipchumba Rutto
Ronald Kipchumba Rutto (ur. 8 października 1987) – kenijski lekkoatleta, długodystansowiec.
Kontrola antydopingowa przeprowadzona podczas maratonu w Linzu wykazała u Rutto obecność niedozwolonych środków, za co otrzymał on karę dwuletniej dyskwalifikacji (do 5 czerwca 2014).

## Osiągnięcia
- złoto mistrzostw świata juniorów młodszych (bieg na 2000 m z przeszkodami, Sherbrooke 2003), w biegu finałowym ustanowił nieaktualny już rekord świata kadetów (5:30,27)
- złoty medal w drużynie juniorów podczas mistrzostw świata w biegach przełajowych (Bruksela 2004)
- złoty medal mistrzostw świata juniorów (bieg na 3000 m z przeszkodami, Grosseto 2004)

## Rekordy życiowe
- bieg na 2000 metrów z przeszkodami – 5:20,44 (2005)
- bieg na 3000 metrów z przeszkodami – 8:16,69 (2005)
- bieg maratoński – 2:09:17  (2010)